# Diaphonia notabilis
Diaphonia notabilis är en skalbaggsart som beskrevs av White 1846. Diaphonia notabilis ingår i släktet Diaphonia och familjen Cetoniidae. Inga underarter finns listade i Catalogue of Life.

## Bildgalleri

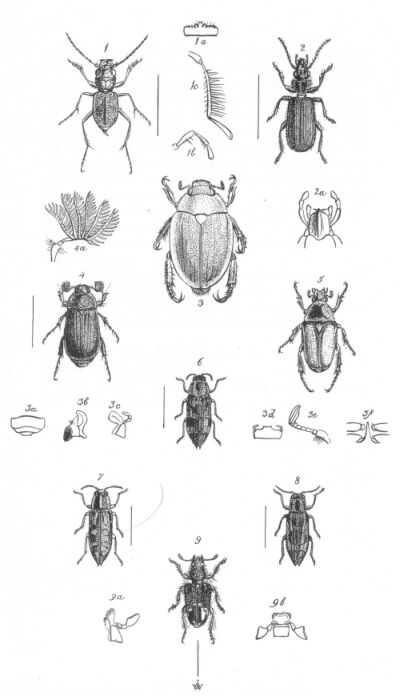